# Bruno Ducol
Ne doit pas être confondu avec Clément Ducol.
Bruno Ducol, né le 22 mars 1949 à Annonay (Ardèche) et mort le 11 janvier 2024 à Paris, est un pianiste, pédagogue et compositeur français de musique contemporaine.

## Biographie
Bruno Ducol suit des cours de philosophie à la faculté des lettres de Lyon de 1967 à 1970, des études de musicologie et de musique de 1970 à 1978 au Conservatoire National de Région de Lyon, puis au Conservatoire national supérieur de musique de Paris, avec Claude Ballif, André Boucourechliev, Olivier Messiaen, Louis Robilliard et Pierre Schaeffer pour professeurs.
Lauréat en 1977 du prix de composition, il est nommé en 1978, au conservatoire à rayonnement régional de Reims, professeur d’analyse et d’orchestration. En 1980, à Campinas au Brésil, il est chargé des cours d’été à l’Université. De 1981 à 1983, il séjourne à Rome à la Villa Médicis au sein de l’Académie de France à Rome ; puis de 1985 à 1987, à Madrid à la Casa de Velázquez.
La Sacem lui décerne en 1990 le prix Hervé Dugardin. De 1990 à 1992, il est boursier de la Fondation Beaumarchais à la Chartreuse de Villeneuve-lez-Avignon.
Il enseigne l’analyse musicale au Conservatoire national supérieur de musique et de danse de Paris.
Le 7 février 2006, est créé à Paris salle Cortot, Treize fenêtres, des études rythmiques pour deux pianos et percussions, inspirées par Les Prisons de Piranese et  interprétées par Jean-Claude Pennetier et France Pennetier, pianos et Georges Pennetier, percussions.
Bruno Ducol meurt à Paris à l'âge de 74 ans après deux ans de maladie.

## Œuvre
Pièces solistes
- Air détaché n° 1
- Black moves
- Horizons vertigineux
- Incantations
- La Croisée noire
- Les sons s’enroulaient
- Perpetuum mobile
- Six études de rythme
- Un air autre… détaché
- Vestigios

Musique de chambre
- À Corinna
- À Corinna n° II op. 18 n° 2 pour quatuor à cordes (nouvelle version 2005)
- Alpaya
- Des scènes d'enfants
- Espaces etnéens
- Für die Jugend
- Glissements
- Junto a tu cuerpo...
- L’Aurore aux paupières de neige
- Nuevo amor
- Nu couché, ciel de feu
- Nu descendant un escalier
- Sonate
- Treize fenêtres
- Vibrations chromatiques
- Hymne au soleil, op. 46 pour flûte et trio à cordes (2021, Lyon, Éditions Rubin)

Orchestre
- Métalayi I, II, III
- Passage 17
- Une griffure de lumière
- Un arañazo de luz

Lyrique
- Atitlan
- Au sujet des gnoufs
- Knes symphonie
- Le Navire aux voiles mauves
- Les Cerceaux de feu
- The Wheels of Fire
- Praxitèle

Œuvres vocales
- Atitlan
- Éclats de lune
- Élégie ou le manteau des Parques
- Estampes du désir
- Fantasmes en rouge
- Für die Jugend, op. 30 bis
- Junto a tu cuerpo…
- Le jour naissait à peine…
- Le Cri
- Li Po
- Nuevo amor
- Sur le Tong Guan (Éclats de lune , no 5) pour ensemble vocal a capella (1999, Lyon, éd. Notissimo) sur un texte de Li Bai, traduction Georges Pion.
- T'ai Po (Éclats de lune, no 8) pour ensemble vocal a capella (1999, Notissimo)

### Écrits
- « La musique antique et ses avatars », dans Catherine Reydellet-Lechner, Olivier Messiaen, l'empreinte d'un géant, éd. Séguier, 2008, p. 271-284.

## Discographie
Monographies
- Vibrations chromatiques, op. 26 ; Treize fenêtres, op. 33 – Charlotte Gauthier, Tanguy de Williencourt, Delphine Armand, Yun-ho Chen, pianos ; Fred Cacheux, voix ; Charlotte Gauthier, Tanguy de Williencourt, Florian Chabbert, Marie Duquesnois, Victor Hanna, pianos ; Adele Carlier, percussion ; Bruno Ducol, bande (2019, Hortus) (OCLC 1137323051)
- Adonaïs ou l'air et les songes, op. 47 pour voix et quatuor à cordes ; À Corinna n° II, op. 18 pour quatuor à cordes ; Hymne au soleil, op. 46 pour flûte et trio à cordes ; Tout le jaune se meurt, op. 48bis pour soprano – Quatuor Bela ; Laura Holm, soprano ; Julie Brunet-Jailly, flûte (2020, Klarthe K092)[3] (OCLC 1245184115)

Récital
- Le cri, pour contre-ténor, ténor, baryton et basse, dans L'écrit du cri : chants de la Renaissance et du XIXe au XXIe siècle – Ensemble Clément-Janequin, dir. Dominique Visse (2008, HM) (OCLC 378339268)